# Frédéric Gafner
Pour les articles homonymes, voir Gafner.
Frédéric Gafner, alias « Foofwa d'Imobilité », est un danseur et chorégraphe suisse né à Genève en 1969.

## Biographie
Il est le fils de Beatriz Consuelo, ancienne étoile des Ballets du Marquis de Cuevas, directrice de l'école genevoise du Ballet Junior, et de Claude Gafner, danseur étoile reconverti dans la photo à la suite d'un accident. Il commence la danse à l'âge de 8 ans, sa mère est son professeur. Après un stage à New York, il se consacre entièrement à la danse à 15 ans et participe à de nombreux concours. La presse allemande le surnomme « Future étoile à la mesure du grand Barychnikov » et de 1987 à 1990, il est enrôlé dans le Stuttgart Ballet dirigé par Marcia Haydée.
Après une première carrière en danse classique, il entre en 1991 à la Merce Cunningham Dance Company et y rencontre à nouveau le succès, comme danseur moderne cette fois-ci. Ce qui ne l'empêche pas de quitter la compagnie en 1998 pour se lancer dans une recherche chorégraphique personnelle. Il prend alors le nom de Foofwa d'Imobilité et fonde sa compagnie Neopostist Ahrrt. Il déclare : « Mes chorégraphies sont basées sur la danse, sur l'image et le son vidéo, et sur le texte. Je n'ai plus envie d'être un danseur muet ».
Il étudie le rapport entre danse et sport et invente la « dancerun », activité hybride entre course et danse sur plusieurs kilomètres, soit sur scène, avec entre autres Perform.dancerun.2 (2003), soit en extérieur, comme dans Kilometrix.dancerun.4 (2003). Il étudie le rapport entre public et œuvre chorégraphique dans The Making of Spectacles (2008) et Quai du Sujet (2007) ; le corps numérique dans Media Vice Versa (2002), Avatar dance series et Second Live series (vidéos), BodyToys (2007) ; et l’historicité du corps dansant dans descendansce (2000), Le Show (2001), MIMESIX (2005), Benjamin de Bouillis (2005), Musings (2009), Pina Jackson in Mercemoriam (2009) et Histoires Condansées (2011).
Foofwa a reçu commande du Nederlands Dans Theater II, du Ballet de Berne, du Ballet Junior de Genève, et, en 2010, de la SACD et du Festival d’Avignon pour Au Contraire (à partir de Jean-Luc Godard). Il a été soutenu annuellement par les pouvoirs publics genevois et suisses depuis 2002.

## Quelques chorégraphies
- 1993 : 080000037
- 1998 : Maximax
- 1998 : Iuj Godog ?
- 2004 : Injuria
- 2004 : Un Twomen Show, avec Thomas Lebrun
- 2004 : Kilometrix.dancerun.4
- 2005 : MIMESIX, avec Th. Lebrun
- 2005 : Benjamin de Bouillis
- 2006 : Incidences
- 2007 : Quai du Sujet
- 2008 : The Making of Spectacles
- 2009 : Pina Jackson in Mercemoriam
- 2010 : Musings
- 2010 : Au Contraire (à partir de JL Godard)
- 2011 : LaréduQ
- 2012 : Fenix

## Prix et distinctions
- 1986 : Médaille de bronze du concours de Jackson aux États-Unis.
- 1987 : Prix de Lausanne, prix « professionnel ».
- 1987 : Deuxième au Concours Eurovision des jeunes danseurs.
- 1995 : Bessie Award de la danse américaine
- 2006 : Prix suisse de la danse et de la chorégraphie
- 2009 : Prix de la Foundation for Contemporary Arts, New York City, USA